# Dennis Gladiator

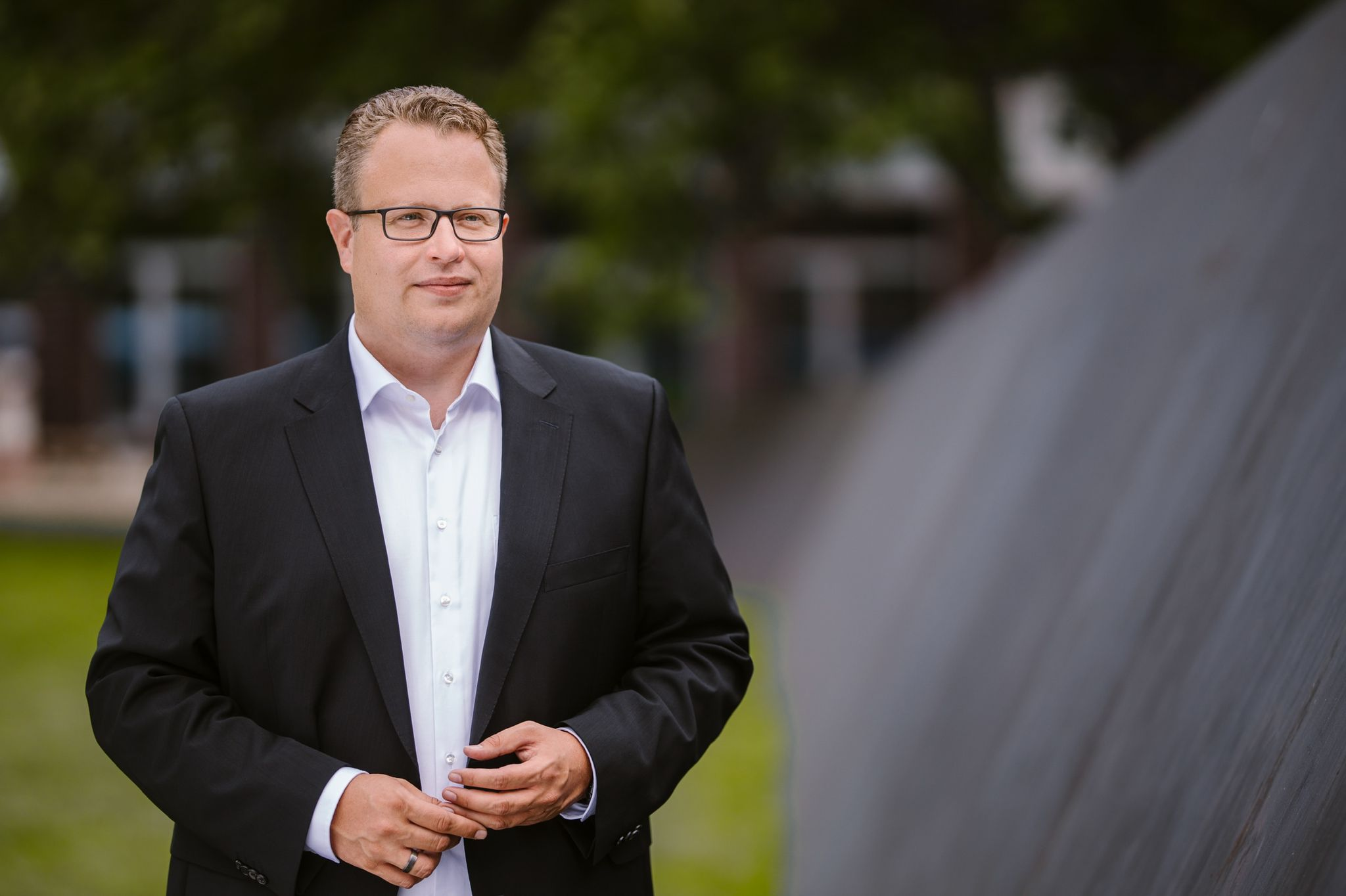
Dennis Gladiator (2020)

Dennis Gladiator (* 10. Juni 1981 in Hamburg) ist ein deutscher Politiker (CDU). Seit März 2011 ist er Mitglied der Hamburgischen Bürgerschaft.

## Berufliche Karriere
Nach dem Abitur am Luisen-Gymnasium in Hamburg-Bergedorf 2001 leistete Gladiator Zivildienst bei der Körber-Stiftung. Gladiator studierte Jura an der Universität Hamburg sowie Politik- und Verwaltungswissenschaften an der Fernuniversität Hagen, jeweils ohne Abschluss.

## Politische Karriere
Gladiator ist seit 2000 Mitglied der CDU. 2001 trat er in die Junge Union ein. Von 2001 bis 2005 war er Kreisvorsitzender der Jungen Union Bergedorf und von 2002 bis 2004 als Schriftführer im Ortsvorstand der CDU Bergedorf tätig. Seit September 2001 ist er Mitglied der Bezirksversammlung Bergedorf und sitzt dort in den Ausschüssen für Verkehr & Inneres, Jugendhilfe und dem Hauptausschuss. Von 2008 bis 2011 war Gladiator Vorsitzender der CDU-Fraktion in der Bezirksversammlung Bergedorf, zuvor war er von 2004 bis 2008 bereits als stellvertretender Vorsitzender aktiv. Seit 2005 ist er darüber hinaus Kreisvorsitzender der Bergedorfer CDU und Mitglied des Landesvorstandes der CDU Hamburg. Seit 2014 gehört er dem Bundesfachausschuss Inneres der CDU an.
Im Vorfeld der Bürgerschaftswahl in Hamburg 2011 wurde Gladiator von der Wahlkreismitgliederversammlung mit 94,9 Prozent der Stimmen auf Platz eins der Wahlkreisliste für den Wahlkreis Bergedorf gewählt. Bei der Wahl am 20. Februar 2011 gelang ihm mit 9,0 Prozent der Stimmen der direkte Einzug in die Hamburgische Bürgerschaft. Bei der Bürgerschaftswahl 2015 erreichte Gladiator mit 28.104 Stimmen erneut ein Direktmandat in seinem Wahlkreis.
In der Bürgerschaft ist er Mitglied des Ausschusses zur parlamentarischen Kontrolle des Senats auf dem Gebiet des Verfassungsschutzes sowie der Kommission zur Durchführung des Gesetzes zur Beschränkung des Brief-, Post- und Fernmeldegeheimnisses. 
Seit Mai 2016 ist Gladiator stellvertretender Vorsitzender der Konferenz der innenpolitischen Sprecher von CDU und CSU in Bund und Ländern und seit Juli 2017 Parlamentarischer Geschäftsführer der CDU-Bürgerschaftsfraktion. Am 23. Februar 2020 gelang ihm erneut der Einzug in die Hamburgische Bürgerschaft.